# Jalen Smith
Jalen Rasheed Smith (ur. 16 marca 2000 w Portsmouth) – amerykański koszykarz, występujący na pozycji silnego skrzydłowego, obecnie zawodnik Chicago Bulls.
W 2018 wystąpił w meczach wschodzących gwiazd Nike Hoop Summit, McDonald’s All-American, Jordan Brand Classic. Był dwukrotnie wybierany najlepszym zawodnikiem szkół średnich stanu Maryland (Maryland Gatorade Player of the Year − 2017, 2018).
15 lutego 2021 został przypisany do zespołu G-League − Agua Caliente Clippers.
10 lutego 2022 trafił do Indiana Pacers.

## Osiągnięcia
Stan na 22 lipca 2021, na podstawie, o ile nie zaznaczono inaczej.
- Uczestnik turnieju NCAA (2019)
- Mistrz sezonu regularnego konferencji Big 10 (2020)

NCAA
- Zaliczony do:
  - I składu:
    - Big Ten (2020)
    - defensywnego Big Ten (2020)
    - najlepszych pierwszorocznych zawodników Big Ten (2020)

  - III składu All-American (2020 – przez Associated Press, Sporting News, USBWA, NABC)
- Zawodnik kolejki konferencji Big Ten (27.01.2020)
- Najlepszy pierwszoroczny zawodnik kolejki Big Ten (12.11.2018, 17.12.2018, 11.03.2019)

NBA
- Wicemistrz NBA (2021)[5]